# زنودوتوس
زنودوتوس (‎/zəˈnɒdətəs/‎; یونانی: Ζηνόδοτος؛ اواخر قرن پنجم میلادی) فیلسوف نوافلاطونی بود که در آتن زندگی و تدریس می‌کرد. او با عنوان «عزیز پروکلس» توصیف شده است. زنودوتوس زیر نظر مارینوس نابلسی بود، که جانشین پروکلس به‌عنوان رئیس مدرسه شد (حدود ۴۸۵ میلادی). زمانی که برای فراگیری فلسفه به آتن آمد (حدود ۴۹۲ میلادی) معلم داماسکیوس بود. درحالی‌که مارینوس ریاضیات و دروس علمی را به داماسکیوس تدریس می‌کرد، زنودوتوس دوره‌های فلسفه را تدریس می‌کرد. او در زمانی که مارینوس و هگیاس برای رهبری مدرسه با هم رقابت می‌کردند فیلسوف مهمی در آتن بود.